# Dietkirchen-Madonna

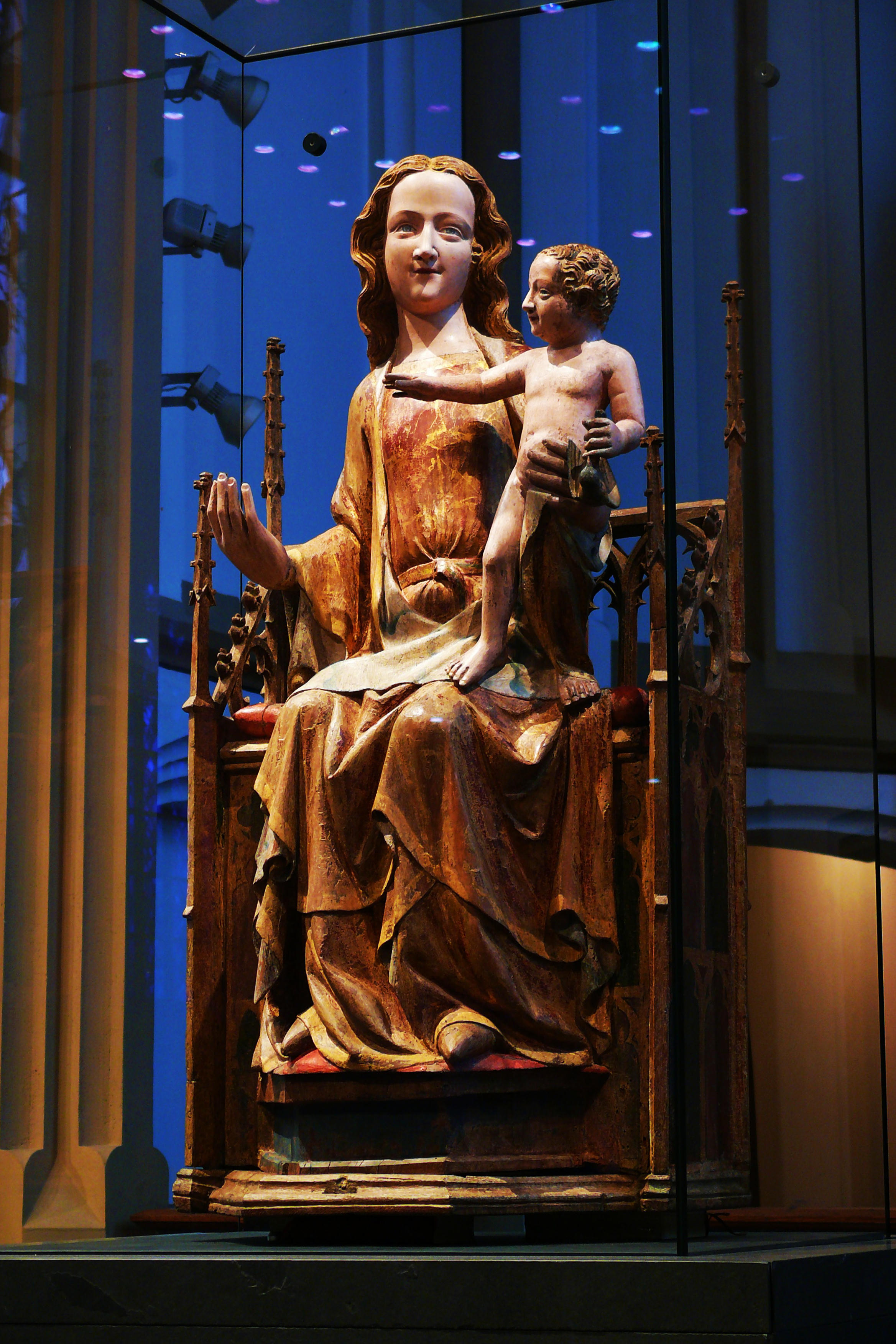
Gotische Madonna aus der ehemaligen Dietkirche in Bonn (ca. 1350)

Die Dietkirchen-Madonna, um 1350 wohl in Köln entstanden, ist eine zu den qualitätsvollsten Werken der Hochgotik des Rheinlandes zählende Marienfigur.
Ihr plastischer Bestand ist gut erhalten, wenngleich ihre ursprüngliche, von Blattgoldauflagen dominierte Fassung stark reduziert ist. 

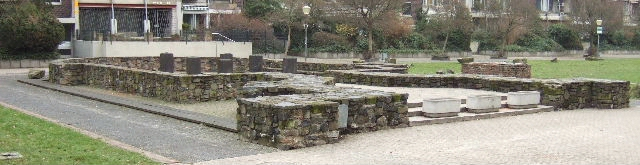
Fundament der ehemaligen Dietkirche in Bonn, Nähe Römerlager, Koordinaten 50.743041,7.097757.

Ihr ursprünglicher Aufstellungsort war die Dietkirche in der Nähe des ehemaligen Römerlagers Castra Bonnensia, die während des Holländischen Krieges im Jahr 1673 zerstört wurde.
Die Skulptur wurde bis zum Jahr 2002 einer mehrjährigen konservatorischen und restauratorischen Behandlung in der Werkstatt des Rheinischen Amtes für Denkmalpflege, Landschaftsverband Rheinland, unterzogen.
Heute befindet sich die Marienfigur in der von 1879 bis 1886 erbauten Stiftskirche St. Johann Baptist und Petrus in Bonn. Eine erste Stiftskirche wurde im Jahr 1729 als Nachfolgekirche für die zerstörte Dietkirche erbaut, allerdings nicht an gleicher Stelle.